# Jason Slater
Jason Slater (8 de março de 1971 - Maui, 9 de dezembro de 2020) foi um músico, produtor de discos, misturador e compositor estadunidense.
Ele foi o baixista fundador do Third Eye Blind. Após sua saída, ele se tornou o baixista, compositor e produtor musical das bandas de rock Snake River Conspiracy, Microdot (com George Lynch), Revenge of the Triads (com Charlie Clouser e Troy Van Leeuwen), bem como para o projeto de rap rock, Brougham.

## Biografia
Jason Slater cresceu em Palo Alto, Califórnia, onde ajudou a formar as bandas Third Eye Blind em 1993, e depois também formou Brougham e Snake River Conspiracy.
Depois de deixar a Third Eye Blind, Slater produziu quatro álbuns da banda de rock progressivo Queensryche. Em 9 de dezembro de 2020, Slater morreu de insuficiência hepática em um hospital de Maui, Havaí. Ele tinha 49 anos.

## Discografia
- Interstate '76 - Interstate '76 (Produtor) (1997)
- Sonic Jihad - Snake River Conspiracy (Produtor) (2000)
- Letting Go - Earshot (Produtor) (2002)
- Metafour - Slaves on Dope (Produtor) (2003)
- Hooray for Dark Matter - Enemy feat. Troy Van Leeuwen (Produtor) (2005)
- Operação: Mindcrime II - Queensrÿche (Produtor) (2005)
- Soldado Americano - Queensrÿche (Produtor) (2009)
- Dedicated to Chaos - Queensrÿche (Produtor) (2011)
- Frequency Unknown - Queensrÿche (Produtor) (2013)